# Eilema lividula
Eilema lividula är en fjärilsart som beskrevs av De Toulgoët 1954. Eilema lividula ingår i släktet Eilema och familjen björnspinnare. Inga underarter finns listade i Catalogue of Life.